# Griphomyia vittifrons
Griphomyia vittifrons är en tvåvingeart som beskrevs av Hardy 1987. Griphomyia vittifrons ingår i släktet Griphomyia och familjen borrflugor. Inga underarter finns listade i Catalogue of Life.